# Il diavolo nero (film 1944)
Il diavolo nero (The Hairy Ape) è un film del 1944 diretto da Alfred Santell.

## Trama
Allo scoppio della guerra, una bella, giovane e ricca americana deve imbarcarsi in tutta fretta per lasciare l'Europa. Sul transatlantico, per ammazzare il tempo, si lascia corteggiare da un ufficiale e litiga con un marinaio. Sbarcata, dimentica l'avventuretta, mentre i due si consolano a vicenda, dandosi all'alcool.